# Loma Vista Recordings
Loma Vista Recordings es una discográfica fundada por Tom Whalley, anterior presidente y CEO de Warner Bros. Records y Ejecutivo de A&R en Interscope Records. La discográfica fue inicialmente un proyecto conjunto con Republic Records y tiene sedes en Beverly Hills y en Brooklyn.
En julio de 2014, la discográfica anunció que había cambiado de compañero y que ahora era parte de Concord Bicycle Music.

## Miembros

### Artistas actuales
- Ghost[5][6]
- Health
- Korn
- Little Dragon
- Manchester Orchestra
- Rhye
- Spoon
- St. Vincent

### Antiguos Artistas
- Cut Copy
- Damian Marley
- Marilyn Manson[7][8]
- Soundgarden

## Premios
En 2013, la discográfica recibió su primera nominación a los premios Grammy por la soundtrack de Django Unchained, publicada en diciembre de 2012.
En 2014, la discográfica recibió dos nominaciones a los Grammys por el álbum homónimo de St. Vincent, como mejor álbum de música alternativa y por el Nabuma Rubberband de Little Dragon, como mejor álbum de electrónica.
St. Vincent ganó el Grammy por su álbum homónimo el 8 de febrero de 2015. Ella fue la primera mujer en ganar en la categoría desde Sinead O'Connor en 1991.